# Clube Atlético Riachense
O Clube Atlético Riachense é um clube português sediado na freguesia de Riachos, Município de Torres Novas, Distrito de Santarém.

## História
Designado pelos seus sócios simplesmente por "Atlético", clube foi fundado em 1932 e é atualmente liderado por Miguel Cunha, presidente da Comissão Administrativa.
No passado, houve várias modalidades que estão agora desativadas: futsal feminino e masculino, atletismo, hóquei em patins, ginástica, pesca desportiva, lutas amadoras, judo, ténis de mesa, grupo dramático, xadrez.
No século XXI é o clube com o melhor palmarés do distrito de Santarém, com três campeonatos distritais conquistados, três Taças do Ribatejo e duas Supertaças e uma dezena de participações na 3.ª divisão nacional e no Campeonato de Séniores.

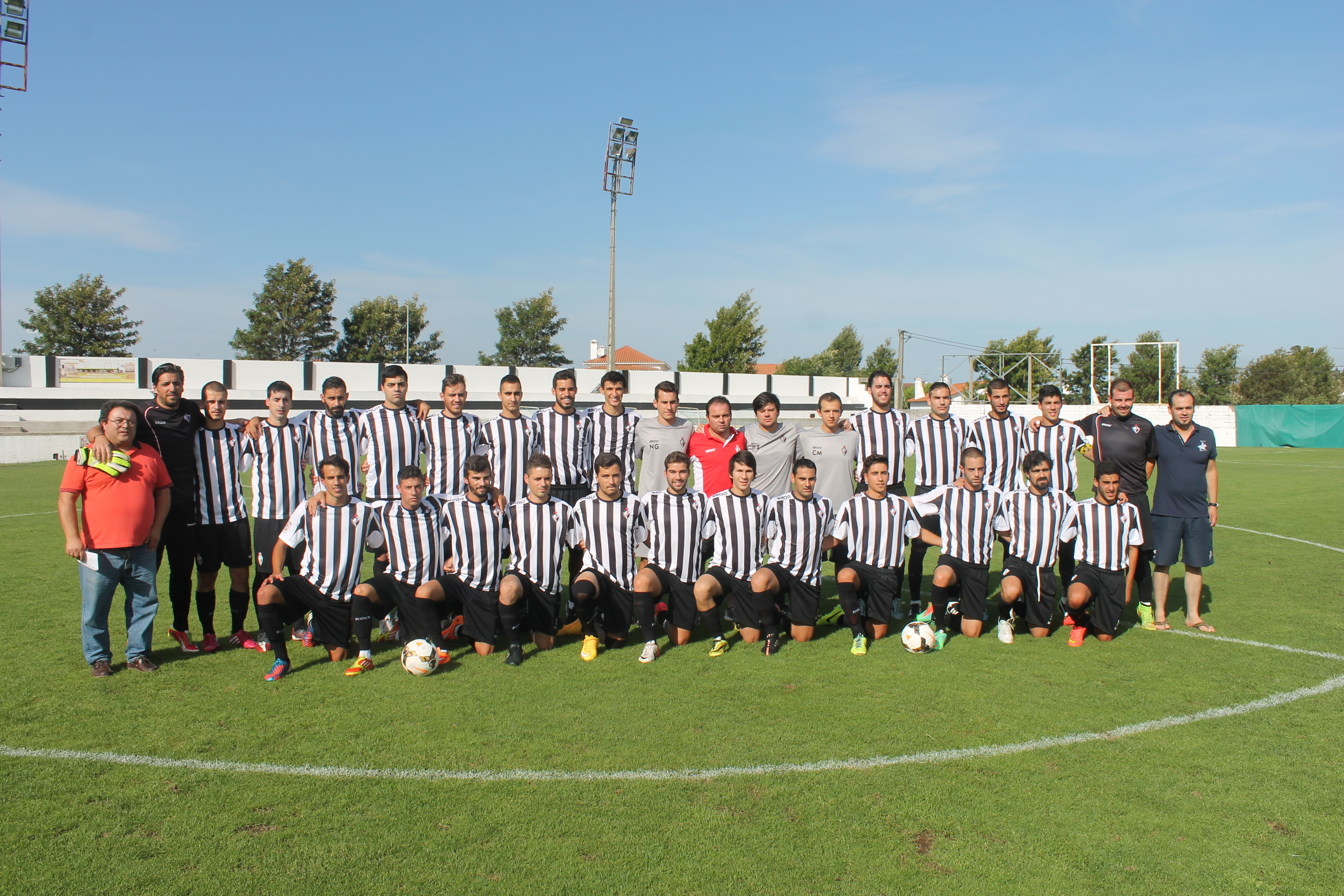
Plantel 2015/16

Notas de realce de competições nacionais foram os 16 avos de final alcançados em 1989 com um jogo contra o Benfica no Estádio da Luz (derrota por 14-1) e os 16 avos de final em 2014/15 em Paços de Ferreira (derrota por 9-0).
Para a história do futebol nacional o Atlético ficou também por ter sido o clube onde o melhor guarda-redes português começou a jogar à bola: Manuel Galrinho Bento jogou nos juniores do Atlético Riachense.
Orgulho das gentes de Riachos foi também o arrelvamento do estádio. Em 1997 o relvado natural foi inaugurado pela equipa principal do Benfica, que venceu em Riachos nesse dia por 3-2.

## Futebol
Na época de 2015-2016, a equipa de seniores participa no campeonato distrital da 1.ª divisão de Santarém. O treinador é Mário Nelson.
Na época de 2017-2018, a equipa de seniores participa no campeonato distrital da 1ª divisão de Santarém. O treinador é António Miranda.
A equipa de Juvenis (treinada por Sérgio Morujo) está a disputar a 1ª divisão do Campeonato Distrital. O clube tem também equipas de juvenis, infantis, escolas e escolinhas. Nesta época, há ainda as modalidades de andebol, patinagem e ainda a Velha Guarda do futebol.

## Palmarés
- Campeão Distrital Seniores 1ª Divisão: 2012/13 e 2009/10
- Taça do Ribatejo: 2009/10
- Supertaça "Dr. Alves Vieira": 2013/14

## Atlético, mais que um clube
Em 2012 foi lançado pela Câmara Municipal de Torres Novas o livro “Clube Atlético Riachense – 80 anos de história 1932-2002”, da autoria de Manuel de Oliveira Lopes, cronista do clube há mais de 30 anos no jornal O Riachense.
Com mais de 300 páginas o livro reúne os principais episódios do clube e fala detalhadamente deles. No prefácio, com o título "Atlético, mais que um clube" refere-se, entre outras coisas, que "alguns aspectos da história do clube se entrecruzam com a da comunidade riachense, e como uma se foi refletindo na outra ao longo das décadas".

## Estádio
A equipa disputa os seus jogos caseiros no Campo Coronel Mário Cunha, também conhecido por Campo da Raposa.
O Parque Desportivo de Casais Castelos, aldeia pertencente à freguesia de Riachos, serve de campo de apoio ao Atlético, mas nas últimas épocas as camadas jovens têm jogado em campos de relvados sintéticos emprestados, como a Golegã ou a Chamusca.